# Gerichtswesen (Italien)
Das Gerichtswesen in Italien, die Judikative, ist als dritte Gewalt strikt von den übrigen Gewalten getrennt. Das italienische Gerichtswesen ist weit gehend formal unabhängig. Die Richter sind lediglich durch die Gesetze gebunden. Die Italienische Republik kennt als Parlamentarisches Regierungssystem eine Gewaltenverschränkung zwischen Exekutive und Legislative.
Im Gegensatz zu vielen Rechtsordnungen ist auch der italienische Staatsanwalt (Pubblico ministero) nicht an die Weisung der Exekutive gebunden und auch nicht dem Justizministerium unterstellt. Richter und Staatsanwälte werden als magistratura bezeichnet, was in der deutschen Sprache ohne direkte Entsprechung ist; gebräuchliche Begriffe dafür sind Richterstand, Gerichtsbarkeit und Gerichtswesen. Ein magistrato kann also sowohl ein Richter als auch ein Staatsanwalt sein. Die Begrifflichkeiten entsprechen jenen, welche in Südtirol zur deutschsprachigen Beschreibung der Rechtslehre der Italienischen Republik verwendet werden.

## Organisation, Unabhängigkeit und Selbstverwaltung
Im Gegensatz zur Bundesrepublik Deutschland, deren Gliedstaaten aufgrund ihrer Staatsqualität eigene Organe der Gerichtsbarkeit unterhalten, obliegt es in Italien (ähnlich wie in Österreich) der Gebietskörperschaft Staat, dem Gerichtswesen die gesetzliche Grundlage zu geben sowie es zu organisieren und zu unterhalten. Verfassungsrechtliche Grundlage dafür Art. 117 Abs. 2 lit l, welcher vorsieht, dass die Gerichtsbarkeit, die Verfahrensvorschriften, die Zivil- und Strafgesetzgebung sowie die Verwaltungsgerichtsbarkeit in den Bereich der alleinigen Gesetzgebungsbefugnis des Staates fallen. Gerichte der Regionen und Provinzen sind also nicht vorgesehen. Dies ist ein typisches Merkmal eines Einheitsstaates.

Oberster Grundsatz der Judikative ist Art. 101 Verf.:
„Die Richter sind nur dem Gesetz unterworfen.“
Dies bringt zum ersten die persönliche Unabhängigkeit eines jeden Richters mit sich; kein anderes Organ hat auf ihre Entscheidungen Einfluss zu nehmen. Umgekehrt haben sich die Richter aber strikt an das Gesetz zu halten; befinden sie eine Norm für unzweckmäßig oder verfassungswidrig, haben sie sie trotzdem anzuwenden, sofern sie sich nicht (im Falle der vermuteten Verfassungswidrigkeit) an den Verfassungsgerichtshof wenden.
Zum anderen bringt dieser Grundsatz auch die organisatorische Unabhängigkeit in ihrer Gesamtheit mit sich. Dieser wird präzisiert durch Art. 104 Abs. 1 Verf., welcher bestimmt, dass die Gerichtsbarkeit einen selbstständigen und unabhängigen Stand bilden. Ausdruck dieser Autonomie ist im Bereich der ordentlichen Gerichtsbarkeit der sog. „Oberste Rat für das Gerichtswesen“ (auch „Oberster Gerichtsrat“; Consiglio Superiore della Magistratura, CSM). Diesem fallen alle wesentlichen, für die interne Organisation der Gerichtsbarkeit notwendigen Entscheidungen zu, wie etwa Einstellungen, Zuteilungen, Versetzungen, Beförderungen und Disziplinarmaßnahmen. Dem Justizminister steht es lediglich zu, ein Disziplinarverfahren einzuleiten; weiter obliegt ihm lediglich Einrichtung und Betrieb der Dienststellen der Rechtspflege zu.
Der Oberste Rat für das Gerichtswesen besteht aus 24 gewählten Mitgliedern: zu zwei Dritteln werden diese von der Richterschaft gewählt, zu einem Drittel vom Parlament in gemeinsamer Sitzung ernannt, die restlichen drei Mitgliedern sind es von Rechts wegen: der Präsident der Republik, welchem der Vorsitz innerhalb des Rates zusteht, der Erste Präsident und der Generalstaatsanwalt des Kassationsgerichtshofes.
Für die Richter gelten neben dem Grundsatz der Unabhängigkeit auch die der Unparteilichkeit, der Unvoreingenommenheit, der Unabsetzbarkeit und der Unversetzbarkeit.
Für die Verwaltungsgerichtsbarkeit gibt es ein ähnliches Selbstverwaltungsorgan; analog zum CSM wird er als „Rat für die Verwaltungsgerichtsbarkeit“ (Consiglio di giustizia amministrativa) bezeichnet.

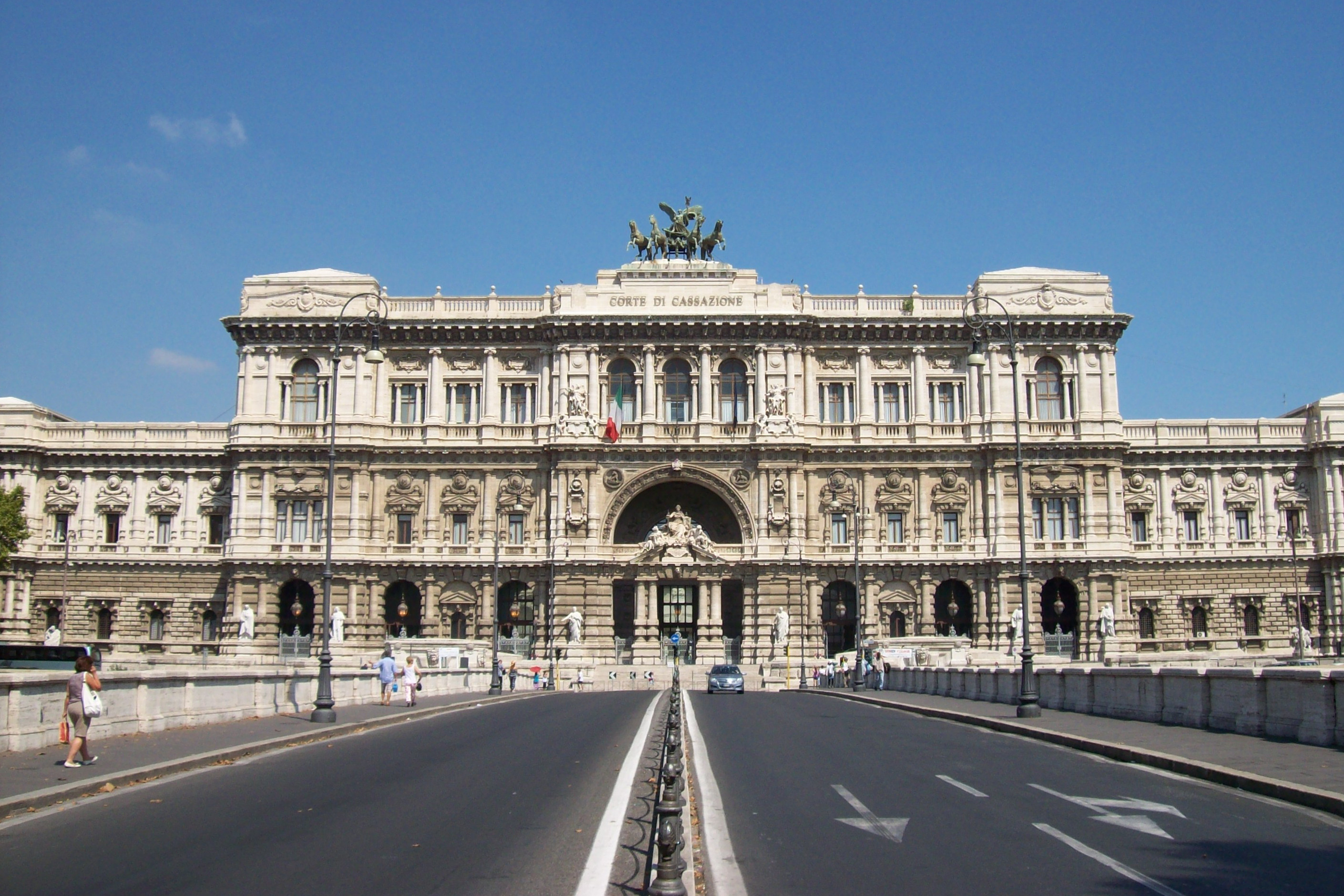
Sitz des italienischen Kassationsgerichtshofes in Rom

Die Rechtspflege im Bereich des Bürgerlichen und des Strafrechtes obliegt der ordentlichen Gerichtsbarkeit. Die Verfassung verbietet die Einrichtung von Ausnahme- und Sondergerichten; allerdings können einerseits an ordentlichen Gerichten Sonderabteilungen für bestimmte Sachgebiete, wie z. B. das Arbeitsrecht, eingerichtet werden; andererseits gibt es eine Fülle anderer Gerichte, am prominentesten die Verwaltungsgerichte, welche als „besondere Gerichte“ bezeichnet werden.
Der Verfassungsgerichtshof übt zwar rechtsprechende Gewalt im Bereich des Staats- und Verfassungs- und Völkerrechts aus, gehört allerdings nicht zum Gerichtswesen, sondern bildet ein separates Verfassungsorgan.

## Ernennung der Richter und Staatsanwälte
Gemäß Verfassung hat die Ernennung durch Wettbewerb zu erfolgen. Die Zugangsprüfung, die alle zwei Jahre stattfindet und im Zuge derer italienweit nur zwischen 300 und 400 Stellen ausgeschrieben werden, ist für Richter und Staatsanwälte gleich. Danach können sie sich für eine der beiden Laufbahnen entscheiden. Es besteht aber immer die Möglichkeit, ins andere Amt zu wechseln, auch wenn die Hürden dafür zunehmend verschärft wurden.
Für den Kassationsgerichtshof gelten besondere Zugangsvoraussetzungen. Da hier teilweise Grundsatzurteile gefällt werden, welche in der Rechtslehre und -pflege große wissenschaftliche Tragweite haben können, steht es dem Obersten Gerichtsrat zu, aufgrund hervorragender Verdienste ordentliche Hochschulprofessoren der Rechtswissenschaft sowie Rechtsanwälte, welche mindestens fünfzehn Jahre Berufserfahrung aufweisen und in die besonderen Anwaltslisten für die höhere Gerichtsbarkeit eingetragen sind, zu Mitgliedern des Kassationsgerichtshofes zu ernennen.

## Ordentliche Gerichtsbarkeit
|  |

| Gerichtsorganisation in Italien: - primo grado: erste Instanz - secondo grado: zweite Instanz - ultimo grado: letzte Instanz - materia penale: Strafrecht - materia civile: Zivilrecht - materia amministrativa: Verwaltungsrecht |

Die ordentliche Gerichtsbarkeit ist für zivil- und strafrechtliche Streitigkeiten zuständig. Auch arbeitsrechtliche Anliegen werden vor diesen Gerichten ausgetragen. Insgesamt gibt es 8.722 ordentliche Richter und Staatsanwälte, zusätzlich sind 7.351 Stellen durch ehrenamtliche Richter besetzt.
Als größtes Problem der ordentlichen Gerichtsbarkeit gilt die extrem lange Verfahrensdauer. Im Strafprozess führen die langen Verfahren dazu, dass zahlreiche Übertretungen und Delikte verjähren, weil die Fristen bei laufendem Prozess weder unterbrochen, noch gehemmt werden. Im Zivilprozess ist die Lage noch gespannter: Ein ordentliches Verfahren erster Instanz dauert im Schnitt 980 Tage, für die Berufung werden nochmal 1405 Tage fällig. Nach Angaben der Weltbank liegt Italien damit bei der Schnelligkeit und Effizienz von Entscheidungen über Vertragsstreitigkeiten zwischen Unternehmen weltweit auf Platz 158, hinter den meisten Dritte-Welt-Ländern. Etwas zügiger gehen die arbeitsrechtlichen Verfahren voran: 760 Tage in erster, 814 in zweiter Instanz. Verkehrsunfälle verweilen vor dem Friedensgericht immerhin 500 Tage.

### Friedensrichter
Das Friedensgericht (Giudice di pace) ist die unterste Instanz der ordentlichen Gerichtsbarkeit. Ein solches Gericht entscheidet in erster Instanz über Rechtsstreitigkeiten mit geringem Streitwert. Es hat aber auch gewisse strafrechtliche Funktionen, welche einige verfassungsrechtliche Fragen aufwerfen: es ist bei Vorliegen einer strafbaren Handlung für moderne Rechtsstaaten typisch nicht unbedingt gezwungen, diese zu verurteilen, sondern kann davon absehen, wenn die Tat besonders geringfügig ist und somit der Grad der Schuld eine Anklage nicht rechtfertigt, und die strafbare Handlung für erloschen erklären. Gemäß Artikel 112 der Verfassung haben die Staatsanwälte allerdings die Pflicht, bei Vorliegen einer Straftat ihr Anklagerecht auszuüben.
Weiter gilt der Grundsatz „Gerichtsbarkeit ist Sache des Staates“ hier nicht unbegrenzt; der Präsident der Region Trentino-Südtirol hat Befugnis zur Ernennung, Entlassung und Amtsenthebung der Friedensrichter, was ihm aufgrund einer Delegierung durch den Präsidenten der Republik möglich ist. Ebenfalls steht es den Landtagen der Provinz Bozen und Trient zu, mittels Landesgesetz eigene Friedensrichter einzusetzen. Es handelt sich allerdings um eine einmalige Sonderregelungen zugunsten der autonomen Provinzen.
Das Friedensgericht besteht aus ehrenamtlichen Richtern, welche nicht die Richterprüfung absolviert haben müssen. Sie urteilen als Einzelrichter.

### Das Landesgericht
Landesgericht dient als Übersetzung des italienischen tribunale, was eigentlich lediglich „Gericht“ (vgl. Tribunal) bedeutet. Dies rührt daher, als dass die einzige offizielle deutschsprachige Bezeichnung eines italienischen tribunale jene für das für die Provinz Bozen, also das „Land“ Südtirol zuständige ist. Außerdem lehnt sich die Bezeichnung an die österreichische Nomenklatur an.
Es entscheidet in zahlreichen Fällen als erstinstanzliches Organ, sofern nicht der Friedensrichter zuständig ist; in diesem Falle entscheidet es in zweiter Instanz über Urteile, welche die Friedensrichter als erste Instanz gefällt haben.
Es entscheidet als Einzelrichter oder Kollegialgericht und wird in Zivil- und Strafsenat eingeteilt.

### Das Oberlandesgericht
Analog zu den Benennungen in deutschsprachigen Ländern wird für die italienische Bezeichnung „Corte d’appello“ (Berufungsgericht) die Übersetzung „Oberlandesgericht“ verwendet, in dem Sinne, als dass es die dem Landesgericht übergeordnete Instanz bildet. Es entscheidet immer als Kollegialorgan und hat im Bereich des Zivil- und Strafrechts über die Anfechtung von Urteilen der Landesgerichte zu befinden. In allen Regionen mit Ausnahmen des Aostatals gibt es mindestens ein Oberlandesgericht mit Sitz in der Regionalhauptstadt. Auf Sizilien gibt es gar vier Sitze: neben Palermo auch Caltanissetta, Catania und Messina.

### Das Geschworenengericht
Das Geschworenengericht (Corte d’assise) ist für besonders schwerwiegende Strafdelikte zuständig. Neben Berufsrichtern urteilen auch ehrenamtliche Laienrichter. Deren Urteile können vor dem Schwurgericht zweiter Instanz (Corte d’assise d’appello) angefochten werden.

### Der Kassationsgerichtshof
Der Kassationsgerichtshof (Corte Suprema di Cassazione) ist das höchste Rechtsprechungsorgan mit Sitz in Rom und entscheidet in letzter Instanz.

## Besondere Gerichtsbarkeit
Für verwaltungsrechtliche Angelegenheiten sind die regionalen Verwaltungsgerichte (Tribunale Amministrativo Regionale, TAR) in erster Instanz und der Staatsrat (Consiglio di Stato), meist als zweite Instanz (in Einzelfällen auch erstinstanzlich), zuständig.
Über Steuern urteilen die eigens eingerichteten Steuerkommissionen (Commissioni tributarie). Diese bestehen nur zum Teil aus Berufsrichtern: Es werden auch Anwälte und Steuerberater als Richter eingesetzt. Es gibt provinziale (erste Instanz) und regionale Steuerkommissionen (zweite Instanz).
Darüber hinaus gibt es noch den Rechnungshof (Corte dei conti), der in Sachen Rentenvorsorge und Amtshaftung eine wichtige Rolle spielt, die Gerichte für öffentliche Gewässer sowie die Militärgerichte.